# Подберёзовик чёрный

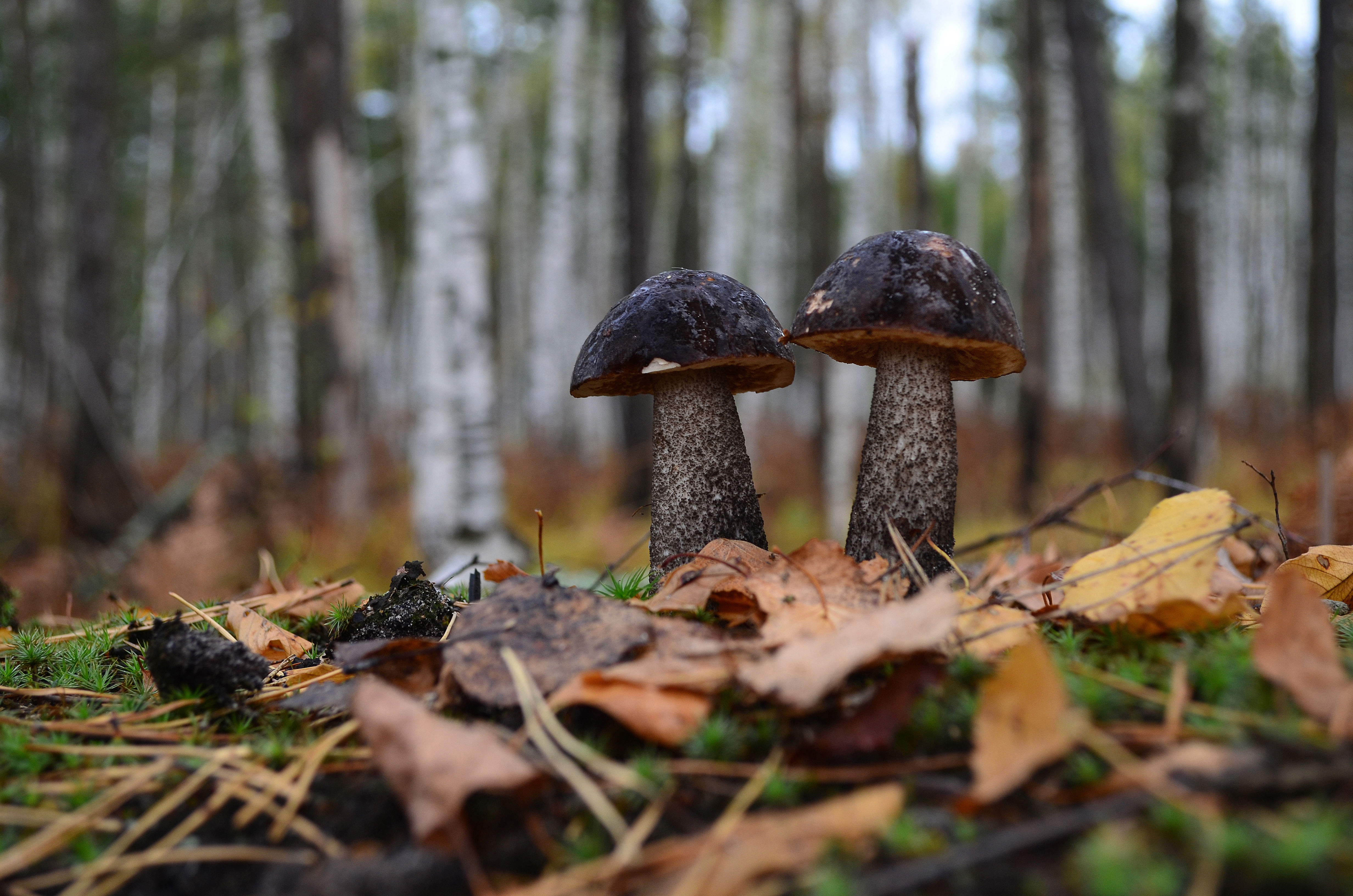
Чёрные подберёзовики.

Подберёзовик чёрный — съедобный гриб из рода обабок (Leccinum) семейства болетовые (Boletaceae). 

## Синонимы
- Boletus scaber var. melaneus Smotl., 1951basionym
- Krombholzia scabra f. melanea (Smotl.) Vassilk., 1956
- Leccinum scabrum var. melaneum (Smotl.) Dermek, 1987
- Leccinum scabrum f. melaneum (Smotl.) Sergeeva, 2000

## Описание
Шляпка 5-9 см, тёмно-бурая или чёрная. Трубочки довольно крупные. Ножка с чёрными мелкими чешуйками.

## Сходные виды
Съедобные: 
- Подберёзовик обыкновенный (Leccinum scabrum)

и другие подберёзовики.

## Экология и распространение
Микоризный гриб, растёт в сосновых и берёзовых лесах, на почве, в сыроватых местах, по краям верховых болот.
Евразиатский вид, распространён от Западной Европы до Восточной Сибири.
Сезон июль — сентябрь.